# 노능서
노능서(魯能瑞, 1923년 9월 1일~2014년 4월 9일) 대한민국의 독립운동가이다. 한국 광복군으로 장준하, 김준엽과 함께 활동하였으며, 미 전략정보국의 교습을 받고 1945년 8월 일제 패망 직전 한반도에 잠입하였다. 1990년 건국훈장 애족장을 수여받았다. 김준엽, 장준하와는 다르게 광복 이후 그가 어떻게 살았는지에 대한 흔적은 찾아보기가 어렵다.